# Ordre des avocats de Lyon
Barreau de Lyon
L'ordre des avocats (ou barreau) de Lyon est une organisation professionnelle d'avocats refondée en 1810.

## Historique
En juin 1975, le barreau lyonnais est le premier en France à fonder une maison des avocats. D'abord hébergée au sein du palais de justice de Lyon, elle déménage en 1979 dans un immeuble de la rue Saint-Jean (qui abrite aujourd'hui le Musée Miniature et Cinéma). Elle est aujourd'hui établie rue de Créqui, à proximité du nouveau palais de justice de Lyon.

## Bâtonniers
- 1890-1892 : Antoine Vachez ;

[...]
• 1967-[…] : Pierre-Antoine Perrod;
- 1930-1931 : Noël Verney

[...]
- 1990-1991 : Ugo Iannucci[3] ;

[...]
- 2002-2003 : Philippe Genin ;

[...]
- 2010-2011 : Myriam Picot ;

[...]
- 2012-2013 : Philippe Meysonnier ;

[...]
- 2014-2015 : Pierre-Yves Joly ;
- 2016-2017 : Laurence Junod-Fanget ;
- 2018-2019 : Farid Hamel ;

- 2020-2021 : Serge Deygas[4] ;
- 2022-2023 : Marie-Josèphe Laurent ;
- 2024-2025 : Alban Pousset-Bougère.